# 秋田街道
秋田街道（あきたかいどう）は、日本に複数ある街道名。
- 生保内・雫石街道―国見峠越　盛岡藩の盛岡城下（岩手県盛岡市）から国見峠を越えて久保田藩（秋田藩）領の生保内に至る奥羽山脈越えの街道。以下で述べる。
- 雫石街道―国見峠越―生保内（角館）街道　盛岡城下から国見峠を越えて久保田藩領の角館に至る奥羽山脈越えの街道。
- 羽州街道の久保田藩領内の別称（秋田道、佐竹道）。
- 国道46号（岩手県盛岡市 - 秋田県秋田市）の別称。

秋田街道（あきたかいどう）は、盛岡城下（岩手県盛岡市）から国見峠を越えて久保田藩（秋田藩）領の生保内に至る奥羽山脈越えの街道。現在の国道46号に相当する。

## 概要
古代より主に戦略の道として往来が盛んで、南部氏の出羽国進出、戸沢氏の滴石（雫石）から角館への移動など、国見峠越えが確かな道として使われてきた記録がある。
江戸時代、盛岡城が盛岡藩南部氏の居城となって以来、盛岡と秋田を結ぶ最短の道として利用された。西廻り航路で土崎湊（秋田湊）に陸揚げされた物資の輸送路として整備され、宝暦年間に野辺地湊が開港し奥州街道を通じた輸送が行われるようになっても、盛岡の近江商人は土崎湊から陸送した方が距離も近いとして秋田街道を利用し続けた。文化年代(1804 - 18)の『秋田藩経済秘録』には、土崎で陸揚げした西国の塩や銀・木綿・古手・綿類・茶・小豆・すげ笠・越中富山の売薬などが盛岡に運ばれ、盛岡からは大量の塩干魚・海藻類が秋田へ運ばれたとある。享保年代(1716 - 36)の『雫石記録』には、一日に千駄の物資が交流したとある。また、幕府・諸藩の馬買役人や諸国巡見使が仙北郡（秋田県）から雫石経由で盛岡に入る道としても使われた。
盛岡藩では、盛岡を出る時は「雫石街道」と呼び（盛岡砂子）、雫石では「秋田往来」と呼んでいた。また、久保田藩では生保内街道、南部街道など、行き先や目的によってさまざまな呼称が用いられていた。雫石に通じる道は、盛岡築城以前は篠木坂峠や大沢坂峠、鬼古里坂峠などいずれも七ツ森の北側を通るものであったが、江戸時代になって、大釜を経由して七ツ森の南を通る街道が整備された。
1641年（寛永18年）頃に大改修が行われ、一里塚を造り、松の並木を植えつけている。
戊辰戦争時には盛岡藩と久保田藩の攻防において、国見峠近辺も戦場となった。

### 御馬買衆
毎年秋に江戸幕府から「公儀御馬買衆」、諸大名から「わき馬買」と呼ばれる軍馬買い入れの役人が派遣されており、江戸幕府は軍馬購入のために、刈田郡宮（宮城県）から笹谷街道を通り出羽国に出て、途中横手の馬市で仕入れた後、六郷・角館・生保内を経由して国見峠を越え、主産地の盛岡入りするのが通例だった。このため、奥州街道すじの宿駅・伝馬制度・街道と同じように秋田街道も整備された。
公儀御馬買衆は1625年（寛永2年）にはじめられ、1690年（元禄3年）を最後に廃止されたが、雫石には専用の御仮屋を作り（本陣は無かった）、家老が出迎えて接待するほどであった。ある年の記録によれば一行の人数は五十人におよんだという。軍馬の購入は例年二百頭前後で、11月には奥羽街道を経て江戸に帰ったという。

### 明治以降
1872年（明治5年）道路改修の願書に秋田街道の名が認められる。
1875年（明治8年）、岩手・秋田両県により馬車の通行可能な改修工事を行い、国見峠を経由せずに的方（現・仙岩峠）と峰切（ヒヤ潟）の稜線上を通行する新道が開鑿され、同年10月までに完了し、盛岡鍛冶丁（現 盛岡市紺屋町）の盛岡藩領内道路の元標（鍛冶丁一里塚）が起点となったが、仙北峠越えの道も冬の車馬の通行は不可能であった。
県境から岩手県側は、明治8年に県道に指定され、1882年 (明治15年)には岩手県で唯一の一等県道として「秋田街道（盛岡ヨリ雫石・橋場を経テ秋田県生保内ニ到ル、途中二駅）」となった。
1996年（平成8年）11月、国見峠（岩手県雫石町 - 秋田県田沢湖町（現仙北市））が文化庁「歴史の道百選」のひとつ『生保内・雫石街道―国見峠越』として選定された。

## 宿場
- 盛岡宿（岩手県盛岡市） - 岩手郡仁王村字四ツ家（現・盛岡市本町通二丁目）にて奥州街道より分岐[13]
- 雫石宿（岩手県岩手郡雫石町）
- 橋場宿（岩手県岩手郡雫石町）
- 生保内宿（秋田県仙北市田沢湖生保内）

## 関所
- 橋場関（雫石 - 生保内間、盛岡藩側）
- 生保内関（雫石 - 生保内間、久保田藩側）

## 一里塚
- 前潟（岩手県盛岡市）[2]
- 日向（岩手県滝沢市大釜字中道131-4）[6]
- 生森（岩手県岩手郡雫石町）[6]
- 高前田（岩手県岩手郡雫石町）[6]
- 赤渕（岩手県岩手郡雫石町）[2]
- 橋場（岩手県岩手郡雫石町）[2]
- 土のぼっと（秋田県仙北市田沢湖生保内）[2]
- 六枚野（秋田県仙北市）[2]

## 峠
江戸時代までの峠道
- 国見峠（雫石 - 生保内間）

明治新道
- 仙岩峠（雫石 - 生保内間）

## 秋田街道と文学
- 『千賀之紀行』　佐竹義文

　　秋田県立図書館に架蔵
- 『筆満可勢（ふでまかせ）』　富本繁太夫

　　書名：日本庶民生活史料集成　第3巻 に収録　出版元：三一書房　刊行年月：1969

　　書名：江戸の極楽とんぼ　「筆満可勢」―ある旅芸人の記録　著作者等：織田久　出版元：無明舎出版　刊行年月：1997/08
- 『方言修行 金草鞋（むだしゅぎょう かねのわらじ）二十一編』（南部路之記）　十返舎一九

　　書名：十返舎一九全集（新装版）第3巻 に収録　著作者等：十返舎一九　出版元：日本図書センター　刊行年月：2001/07
- 『八丁夜話』　橋本五郎左衛門

　　書名：第二期　新秋田叢書　1―八丁夜話　に収録　著作者等：新秋田叢書編集委員会編　出版元：歴史図書社　刊行年月：1972
- 『函館から横浜まで―Ｊ・Ｍ・マランの旅日記』　ミッション・カトリック誌（フランス）に、1874年4月から12月連載

　　書名：「東北紀行（明治5年）―函館より江戸へ」『宣教師の見た明治の頃』　著作者等：Ｊ・Ｍ・マラン（Ｈ・チースリク訳）　出版元：キリシタン文化研究会　刊行年月：1968
- 『秋田街道[15]』　宮沢賢治

　　書名：新修宮沢賢治全集　第14巻 に収録　出版元：筑摩書房　刊行年月：1980/07